# Tanabe, Wakayama
Tanabe (田辺市 Tanabe-shi) (âm Hán Việt: Điền Biên) là một thành phố thuộc tỉnh Wakayama, Nhật Bản.